# IND Sixth Avenue Line
IND Sixth Avenue Line est une ligne (au sens de tronçon du réseau) souterraine du métro de New York qui dessert l'arrondissement de Manhattan.
Issue de l'ancien réseau de l'Independent Subway System (IND), construit par la ville de New York à partir des années 1930, elle fait aujourd'hui partie de la Division B. Elle constitue l'une des lignes principales (trunk lines) du réseau qui donnent leur couleur (en l’occurrence l'orange) aux dessertes (services) qui les empruntent. La ligne, inaugurée en 1936 et achevée en 1968 comporte aujourd'hui 14 stations, et tire son nom du fait que la plupart de son tracé est situé en dessous de la Sixième Avenue.
Elle est empruntée par les services de dessertes : ligne B, ligne D, ligne F et ligne M. En outre, elle est reliée à l'IND Eighth Avenue Line au niveau de plusieurs stations à Manhattan. La couleur orange a été adoptée en 1979.

## Histoire

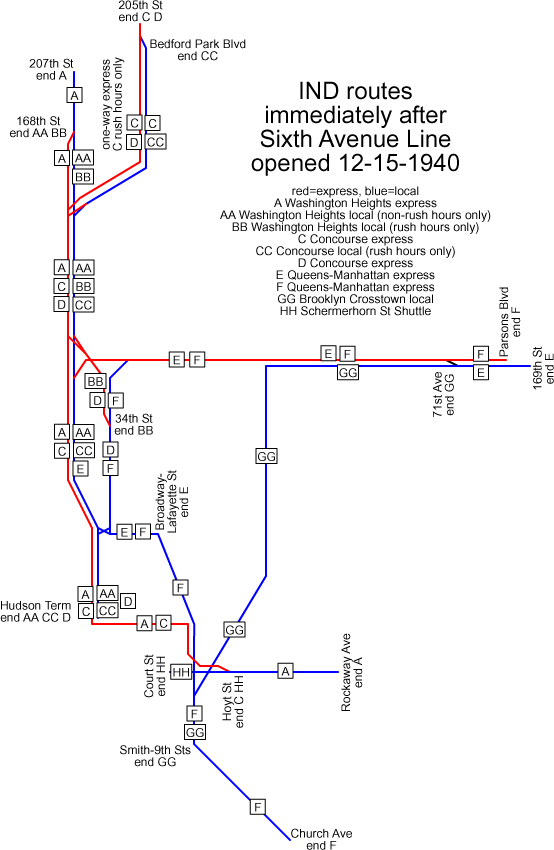
Métros de l'IND immédiatement après l'ouverture de la section principale de la ligne, en décembre 1940.

L'IND Sixth Avenue Line fut construite dans le but de remplacer l'IRT Sixth Avenue Line, une ligne aérienne exploitée par l'Interborough Rapid Transit Company au-dessus de la Sixième Avenue et construite pendant les années 1870. Cependant, la première section de la ligne qui fut ouverte ne se trouvait pas sous la Sixième Avenue. Cette première section, alors baptisée Houston–Essex Street Line fut inaugurée le 1er janvier 1936. Elle comportait deux voies omnibus partant d'un embranchement avec la Washington Heights, Eighth Avenue and Church Street Line au sud de la station West Fourth Street – Washington Square puis partait en direction de l'est sous Houston Street puis vers le sud sous Essex Street jusqu'à un terminus provisoire à East Broadway. À la suite de l'ouverture de ce tronçon, le service E, qui partait précédemment de Jackson Heights pour rejoindre le Hudson Terminal fut détourné vers la nouvelle ligne. Deux voies express furent ensuite construites sur le tronçon entre Houston Street et Essex Street-Avenue A dans le but d'être ultérieurement reliées à l'IND Worth Street Line à Williamsburg via une connexion sous l'East River. Cette ligne ne fut cependant jamais construite,,,.
Le 9 avril 1936, juste après minuit, les premiers métros de la Houston–Essex Street Line nouvellement créée franchirent l'East River sous le Rutgers Street Tunnel pour rejoindre la Jay–Smith–Ninth Street Line à un embranchement avec l'IND Eighth Avenue Line au nord de la station Jay Street – Borough Hall. Les métros de la desserte E passaient alors sous ce tunnel pour rejoindre la station de Church Avenue. Dans le même temps, l'IND Fulton Street Line fut ouverte en direction de Rockaway Avenue et les services A et C qui empruntaient précédemment la Smith Street Line furent redirigés vers la Fulton Street Line,.
Au départ, la ville envisageait de prendre le contrôle du tunnel du Hudson and Manhattan Railroad (PATH) sous la Sixième Avenue pour mettre en place des voies express ultérieurement, tout en construisant de nouvelles voies souterraines un niveau en dessous pour le « H&M Railroad ».
Les ébauches de tronçons, aujourd’hui devenus l'IND 63rd Street Line furent initialement conçus pour prolonger la ligne sous Central Park en direction de Harlem.
Les voies omnibus sur la partie principale de la ligne furent inaugurées le 15 décembre 1940 avec les services suivants:
- AA (Washington Heights Local) qui fut remis en place pour circuler en dehors des heures de pointe entre 168th Street et Hudson Terminal via la Eighth Avenue Line.
- BB (Washington Heights Local) qui fut ajouté pendant les heures de pointe entre 168th Street et Hudson Terminal via la Sixth Avenue Line.
- D (Bronx Concourse Express) qui fut ajouté pour relier Norwood – 205th Street et le Hudson Terminal via la Sixth Avenue Line.
- E (Queens–Manhattan Express) qui fut raccourci pour relier Church Avenue à Broadway – Lafayette Street.
- F (Queens–Manhattan Express) qui fut ajouté pour une desserte entre Parsons Boulevard et Church Avenue via la Sixth Avenue Line.
- Q (Broadway Express) qui circula sur l'IND Sixth Avenue line de 1988 à 2001.

## Infrastructure

### Stations
|                                                                                            | Station                                            | Voies                                              | Dessertes                                          | Ouverture                                          | Correspondances                                                             |
| Connexion avec l'IND 63rd Street Line (desserte F)                                         | Connexion avec l'IND 63rd Street Line (desserte F) | Connexion avec l'IND 63rd Street Line (desserte F) | Connexion avec l'IND 63rd Street Line (desserte F) | Connexion avec l'IND 63rd Street Line (desserte F) | Connexion avec l'IND 63rd Street Line (desserte F)                          |
| ------------------------------------------------------------------------------------------ | -------------------------------------------------- | -------------------------------------------------- | -------------------------------------------------- | -------------------------------------------------- | --------------------------------------------------------------------------- |
|                                                                                            | 57th Street                                        | Toujours                                           | (F)                                                | 1er juillet 1968                                   |                                                                             |
| Connexion avec les voies express de l'IND Eighth Avenue Line (dessertes B et D)            |                                                    |                                                    |                                                    |                                                    |                                                                             |
|                                                                                            | Seventh Avenue                                     | Express                                            | (B) · (D)                                          | 19 août 1933                                       | IND Queens Boulevard Line ()                                                |
| Connexion avec les voies omnibus de l'IND Queens Boulevard Line (desserte M)               |                                                    |                                                    |                                                    |                                                    |                                                                             |
|                                                                                            | 47th–50th Streets – Rockefeller Center             | Express et omnibus                                 | (B) · (D) · (F) · (M)                              | 15 décembre 1940                                   |                                                                             |
|                                                                                            | 42nd Street / Fifth Avenue                         | Express et omnibus                                 | (B) · (D) · (F) · (M)                              | 15 décembre 1940                                   | IRT Flushing Line ()                                                        |
|                                                                                            | 34th Street – Herald Square                        | Express et omnibus                                 | (B) · (D) · (F) · (M)                              | 15 décembre 1940                                   | BMT Broadway Line () PATH à 33rd Street                                     |
| Connexion avec les voies omnibus de l'IND Queens Boulevard Line (desserte M)               |                                                    |                                                    |                                                    |                                                    |                                                                             |
|                                                                                            | 23rd Street                                        | Omnibus                                            | (F) · (M)                                          | 15 décembre 1940                                   | PATH à 23rd Street                                                          |
|                                                                                            | 14th Street / Sixth Avenue                         | Omnibus                                            | (F) · (M)                                          | 15 décembre 1940                                   | IRT Broadway-Seventh Avenue Line () BMT Canarsie Line () PATH à 14th Street |
|                                                                                            | West Fourth Street – Washington Square             | Express et omnibus                                 | (B) · (D) · (F) · (M)                              | 15 décembre 1940                                   | IND Eighth Avenue Line () PATH à Ninth Street                               |
| Connexion avec les voies omnibus de l'IND Eighth Avenue Line (pas de dessertes régulières) |                                                    |                                                    |                                                    |                                                    |                                                                             |
|                                                                                            | Broadway - Lafayette Street                        | Express et omnibus                                 | (B) · (D) · (F) · (M)                              | 1er janvier 1936                                   | IRT Lexington Avenue Line () à Bleecker Street                              |
| Les dessertes express (B et D) continuent sous Chrystie Street                             |                                                    |                                                    |                                                    |                                                    |                                                                             |
| Les dessertes omnibus continuent sous Houston Street (F) ou sous Chrystie Street (M)       |                                                    |                                                    |                                                    |                                                    |                                                                             |
|                                                                                            |                                                    |                                                    |                                                    |                                                    |                                                                             |
| Branche express sous Chrystie Street (B et D)                                              |                                                    |                                                    |                                                    |                                                    |                                                                             |
|                                                                                            | Grand Street                                       | Express                                            | (B) · (D)                                          | 27 novembre 1967                                   |                                                                             |
| Voies nord du Manhattan Bridge                                                             |                                                    |                                                    |                                                    |                                                    |                                                                             |
|                                                                                            |                                                    |                                                    |                                                    |                                                    |                                                                             |
| Branche locale sous Houston Street (F)                                                     |                                                    |                                                    |                                                    |                                                    |                                                                             |
|                                                                                            | Second Avenue                                      | Omnibus                                            | (F)                                                | 1er janvier 1936                                   |                                                                             |
|                                                                                            | Delancey Street                                    | Omnibus                                            | (F)                                                | 1er janvier 1936                                   | BMT Nassau Street Line () à Essex Street                                    |
|                                                                                            | East Broadway                                      | Omnibus                                            | (F)                                                | 1er janvier 1936                                   |                                                                             |
| Rutgers Street Tunnel sous East River                                                      |                                                    |                                                    |                                                    |                                                    |                                                                             |
|                                                                                            |                                                    |                                                    |                                                    |                                                    |                                                                             |
|                                                                                            | York Street                                        | Omnibus                                            | (F)                                                | 9 avril 1936                                       |                                                                             |
| Prolongée par l'IND Culver Line                                                            |                                                    |                                                    |                                                    |                                                    |                                                                             |

## Exploitation
Les dessertes (services) qui l'empruntent sont les métros B, D, F et M. L'ancienne desserte V ayant été supprimée en juin 2010 pour des raisons budgétaires, la desserte M, autrefois rattachée à la BMT Nassau Street Line a été transférée sur l'IND Sixth Avenue Line.
Le service B est une ligne express (elle ne s'arrête qu'aux stations principales). Elle part de Bedford Park Boulevard, dans le Bronx, et rejoint Brighton Beach, à Brooklyn. Elle transite par Manhattan, et passe sous la sixième avenue au niveau de Midtown. La desserte D, express elle aussi part de Norwood-205th Street, dans le Bronx (plus au Nord que Bedford Park Boulevard où la ligne B part) pour rejoindre Coney Island, située au sud de Brooklyn et célèbre pour ses parcs d'attraction. Son trajet est commun à celui de la ligne B entre Bredford Park Boulevard et Dekalb Avenue, à la frontière entre Manhattan et Brooklyn. Les services F et M sont quant à eux des « lignes » locales (avec des arrêts à toutes les stations). La ligne F suit un circuit en V, en partant de Jamaica-179th Street, dans le Queens pour arriver à la 57th street, à Manhattan après avoir successivement traversé le Queens, Manhattan, Brooklyn, puis à nouveau Manhattan. La ligne M suit le même parcours que la ligne F, mais son terminus est situé à Broadway – Lafayette Street. La M ne fonctionne en outre qu'en semaine.
|     | Desserte                                              | Parcours desservi                                                                         |
| --- | ----------------------------------------------------- | ----------------------------------------------------------------------------------------- |
| (B) | Express (des heures de pointe du matin jusqu'au soir) | De Seventh Avenue à Grand Sreet                                                           |
| (D) | Express                                               | De Seventh Avenue à Grand Sreet                                                           |
| (F) | Omnibus                                               | De York Street à 57th street                                                              |
| (M) | Omnibus (sauf weekend et nuit)                        | De 47th–50th Streets – Rockefeller Center à Bleecker Street / Broadway – Lafayette Street |